# Fasímetro
El fasímetro o fasómetro, también llamado cosímetro, cosenofímetro, cosfímetro o cofímetro, es un aparato para medir el factor de potencia (cos φ).

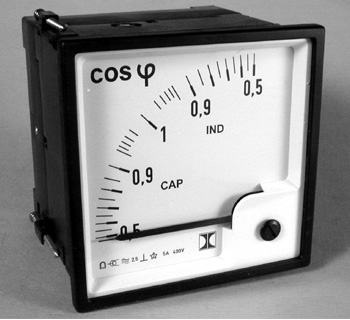
Ejemplo de un fasímetro para la determinación del cos φ.

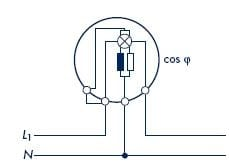
Conexión de un fasímetro a una red monofásica.

Este instrumento tiene en su interior una bobina de tensión y una de corriente dispuestas de tal forma que si no existe desfase entre la corriente y la tensión producto de cargas inductivas o capacitivas, la aguja está en uno (al centro de la escala).
El fasímetro realiza mediciones mediante un sistema de medida de dos bobinas cruzadas. Poseen un órgano móvil constituido por dos bobinas móviles solidarias entre sí y dispuestas en ángulo recto que pueden girar libremente en el campo magnético generado por una bobina fija doble. La bobina fija se ubica en serie en el circuito cuyo factor de potencia quiere determinarse, resultando por tanto, recorrida por su corriente, las bobinas móviles están dispuestas en derivación con el circuito, de modo que reciben de él toda la tensión. En serie con cada una de estas bobinas se disponen, respectivamente, una resistencia de valor elevado y una inductancia de tal forma que las corrientes que la recorren pueden considerarse respectivamente en fase y en cuadratura con la tensión del circuito.